# Liste d'espèces nommées d'après la saga Star Wars

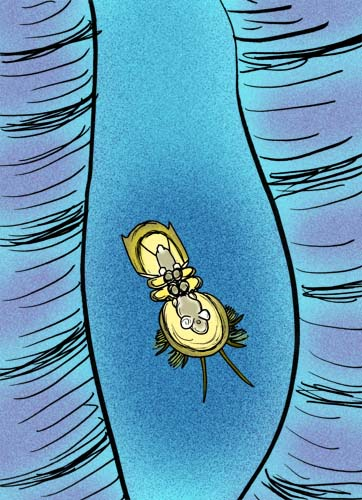
Reconstruction artistique de Han Solo, une espèce de trilobite nommée en partie d'après Han Solo

Les noms d'espèces récemment érigées dans la nomenclature biologique reflètent souvent les intérêts du découvreur ou honorent des personnages qu'il estime, y compris parfois des personnages fictifs d'œuvres comme Star Wars,,.
Cette liste recense les organismes biologiques (animaux ou végétaux, actuels ou fossiles) nommés avec des noms scientifiques choisis pour faire référence à la franchise fictive Star Wars.

## Nommé d'après Dark Vador
| Taxon                                                      | Type         | Notes | Ref    |
| ---------------------------------------------------------- | ------------ | --- | ------ |
| Polemistus vaderi Menke & Vincent, 1983                    | Guêpe        | Menke a déclaré qu'il « voulait ajouter un peu d'humour au sujet de la taxonomie, par ailleurs plutôt aride ».                                                                                  | ,      |
| Darthvaderum greensladeae Hunt, 1996                       | Acarien      | « Lorsque j'ai vu la SEM du gnathosome, j'ai immédiatement pensé à Darth Vader, l'antihéros maléfique de la Guerre des étoiles ».                                                               | [ 6 ]  |
| Adelomyrmex vaderi Fernández, 2003                         | Fourmi       | « L'aspect sombre de ces fourmis évoque Dark Vador, le personnage maléfique de la série Star Wars, qui a donné son nom à cette espèce.                                                          | [ 7 ]  |
| Thricops vaderi Savage, 2003                               | Mouche       | | [ 8 ]  |
| Agathidium vaderi Miller and Wheeler, 2005                 | Coléoptère   | Dark Vador « partage avec “”A. vaderi“” une tête large, brillante et semblable à un casque ».                                                                                                   | ,      |
| Garthambrus darthvaderi McLay & S.H.Tan, 2009              | Crabe        | L'épithète spécifique « fait allusion à l'aspect casqué de l'avant de cette espèce ». | [ 11 ] |
| Zoosphaerium darthvaderi Wesener & Bespalova, 2010         | Mille-pattes | « D'après le personnage de Star Wars, Dark Vador, dont le casque ressemble fortement au bouclier anal de cette espèce.                                                                          | [ 12 ] |
| Begonia darthvaderiana Lin, et al                          | Bégonia      | L'épithète fait référence à la ressemblance entre l'aspect sombre unique de ce nouveau Begonia et celui du guerrier Dark Vador.                                                                 | [ 13 ] |
| Diastolinus vaderi Hart and Ivie, 2016                     | Coléoptère   | L'espèce a une « tête et un pronotum noirs et brillants qui ressemblent étrangement au casque » de Dark Vador.                                                                                  | [ 14 ] |
| Lepidogryllus darthvaderi Desutter-Grandcolas & Anso, 2016 | Criquet      | « Espèce nommée d'après sa coloration frappante au sein du genre : entièrement sombre (mauvais) avec quelques taches claires (bon), comme le personnage de fiction Dark Vador ».                | [ 15 ] |
| Ricinus vaderi Valan, 2016                                 | Mallophage   | « La fiancée du premier auteur a remarqué une similitude entre la tête de R. vaderi et le casque de Dark Vador.                                                                                 | [ 16 ] |
| † Vaderlimulus tricki Lerner et al. 2017                   | Limule       | | [ 17 ] |
| Epicratinus anakin Gonçalves & Brescovit, 2020             | Araignée     | « Anakin est un personnage qui passe du côté lumineux au côté obscur de la 'Force' et devient maléfique dans l'intrigue. Les deux couleurs de la carapace masculine rappellent ce changement ». | [ 18 ] |
| Epicratinus vader Gonçalves & Brescovit, 2020              | Araignée     | « Dark Vador est un personnage qui porte un costume et un casque noir, de la couleur de la carapace des mâles ».                                                                                | [ 18 ] |
| Bathynomus vaderi Ng et al. 2025                           | Isopode      | « L'espèce porte le nom du Seigneur Sith le plus célèbre de la série de films Star Wars, Dark Vador, dont le casque ressemble à la tête de la nouvelle espèce Bathynomus ».                     | [ 19 ] |

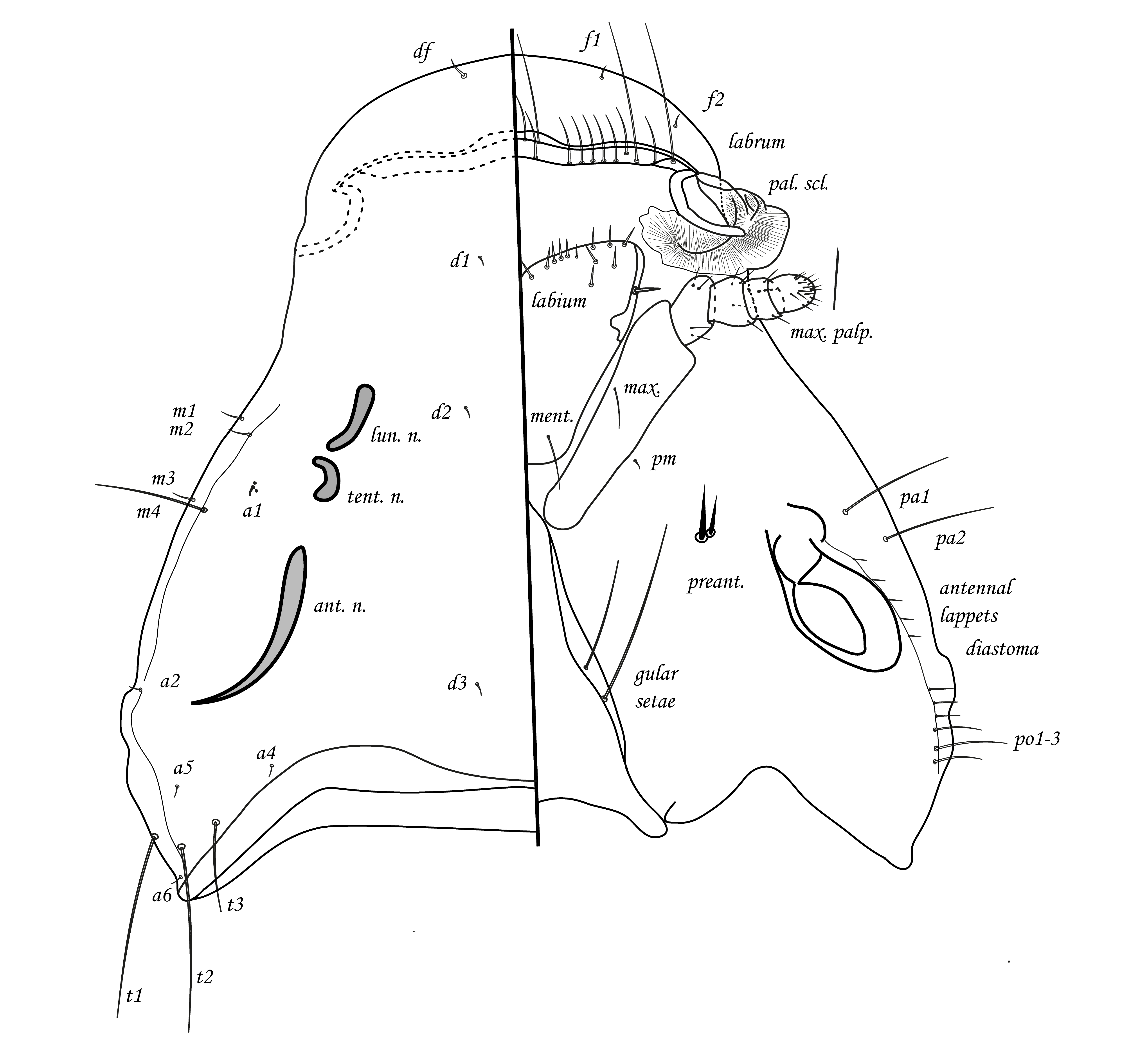
Tête de Ricinus vaderi.
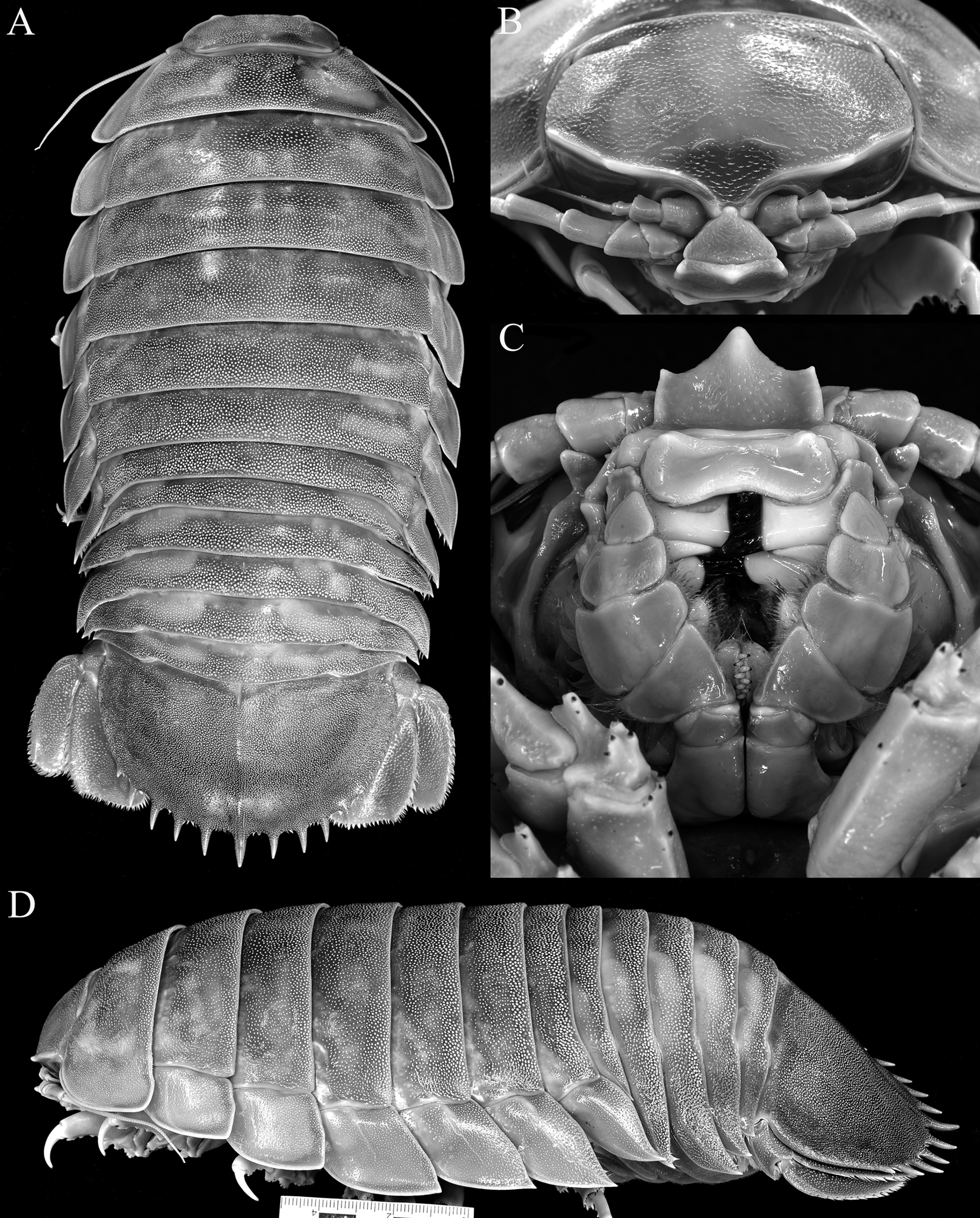
Bathynomus vaderi

## Nommé d'après Yoda
| Taxon                                 | Taper          | Remarques | Réf.   |
| ------------------------------------- | -------------- | --- | ------ |
| Polemistus yoda Menke & Vincent, 1983 | Guêpe          | Menke a déclaré qu'il « voulait ajouter un peu d'humour au sujet plutôt aride de la taxonomie ». | ,      |
| Albunione yoda Markham & Boyko, 2003  | isopode        | Nommé « en reconnaissance du fait que les longues extensions latérales légèrement courbées de la tête de la femelle ressemblent à la forme de la tête de Yoda avec ses longues oreilles tombantes. » | [ 20 ] |
| Yoda purpurata Priede, et al, 2012    | Entéropneuste  | " Yoda fait référence aux lèvres latérales, qui ont la forme des oreilles de Yoda, un personnage de l'univers Star Wars . "                                                                          | [ 21 ] |
| Meoneura yodai Stuke 2016             | Mouche         | « Cette espèce est dédiée au Grand Maître Yoda, le plus petit Jedi de l'opéra spatial Star Wars » | [ 12 ] |
| Yodanoe Bonifácio & Menot, 2018       | Ver à écailles | Ce genre est dédié à Yoda, le Grand Maître de l'Ordre Jedi. Le nom est composé de Yoda et de « noé » d'après Polynoé, l'ancienne nymphe grecque.                                                     | [ 22 ] |
| Trigonopterus yoda Riedel, 2019       | Charançon      | Le nom « semble convenir à une petite créature verdâtre vivant dans la forêt ». | [ 23 ] |

## Nommé d'après Chewbacca
| Taxon                                                 | Taper            | Remarques | Réf.   |
| ----------------------------------------------------- | ---------------- | --- | ------ |
| Polemistus chewbacca Menke & Vincent, 1983            | Guêpe            | Menke a déclaré qu'il « voulait ajouter un peu d'humour au sujet plutôt aride de la taxonomie ». | ,      |
| Wockia chewbacca Adamski, 2009                        | Papillon de nuit | « L'épithète d'espèce, chewbacca, doit son nom au très grand et poilu personnage Wookiee de la série de films Star Wars . » | [ 24 ] |
| Trigonopterus chewbacca Van Dam, Laufa et Ridel, 2016 | Charançon        | « Cette espèce possède des écailles denses sur la tête et les pattes, ce qui rappelle aux auteurs la fourrure dense de Chewbacca . »                                                                                                  | [ 25 ] |
| Urubaxia chewie Paladini & Carvalho, 2016             | Punaise          | « [L]'épithète est relative à la grande taille de cette espèce par rapport aux autres espèces d'Urubaxia — pour son apparence, nous la nommons en l'honneur du personnage de science-fiction Chewbacca, connu sous le nom de Chewie » | [ 26 ] |

## Nommé d'après Luke Skywalker
| Taxon                                              | Taper   | Remarques | Réf.   |
| -------------------------------------------------- | ------- | --- | ------ |
| Sclerobunus skywalkeri Derkarabetian & Hedin, 2014 | Opilion | L'épithète spécifique fait référence au personnage de Luke Skywalker et vise à souligner l'influence et l'importance multigénérationnelles de la trilogie Star Wars originale. Ce nom reflète également le fait que cette espèce se rencontre exclusivement en haute altitude, dans les habitats montagneux des « îles célestes », et semble ainsi « parcourir le ciel ». | [ 27 ] |
| Hoolock tianxing Fan et al, 2017                   | Gibbon  | " Tianxing constitue la translittération pinyin de 天行, qui signifie mouvement du ciel ou skywalker [...] un nom faisant référence au mode locomoteur unique des gibbons " L'espèce a reçu le nom commun de « gibbon hoolock Skywalker ». | ,      |
| Romanogobio skywalkeri Friedrich et al, 2018       | Poisson | « Nommé en l'honneur de Luke Skywalker, le héros du film « Star Wars : Épisode IV — Un nouvel espoir » | [ 30 ] |

## Nommé d'après les Mandaloriens
| Taxon                                                                           | Taper      | Remarques | Réf.   |
| ------------------------------------------------------------------------------- | ---------- | --- | ------ |
| Mesobiotus mandalori Erdmann, Kosicki, Kayastha, Mioduchowska & Kaczmarek, 2024 | tardigrade | Le nom Mandalori fait allusion à la planète fictive de Mandalore (monde natal des Mandaloriens), issue de l'univers Star Wars. La toute première représentation visuelle de Mandalore montrait ce monde recouvert de forêts denses et ses habitants vivant dans des villages cachés dans la canopée. Cela reflète la localité type de la nouvelle espèce, à savoir la mousse sur les arbres en forêt dense. | [ 31 ] |

## Nommé d'après Han Solo
| Taxon                                   | Taper     | Remarques | Réf.   |
| --------------------------------------- | --------- | --- | ------ |
| † Han solo Turvey, 2005                 | Trilobite | Le fossile a été découvert dans le sud de la Chine. Il aurait été nommé d'après le peuple chinois Han et « solo » parce qu'il était le seul membre de son genre. Turvey a déclaré plus tard que des amis l'avaient mis au défi de nommer une espèce d'après un personnage de Star Wars. | [ 32 ] |
| Urubaxia solo Paladini & Carvalho, 2016 | Punaise   | "L'épithète est relative au paramère avec une seule épine sclérotisée, et en l'honneur du personnage de science-fiction Han Solo de la saga Star Wars © — nous pleurons sa mort dans le film Le Réveil de la Force."                                                                    | [ 26 ] |

## Nommé d'après Padmé Amidala
| Taxon                                   | Taper    | Remarques | Réf.   |
| --------------------------------------- | -------- | --- | ------ |
| Begonia amidalae Lin, et al             | Bégonia  | Avec ses taches argentées ornées sur un feuillage vert foncé et brillant, cette nouvelle espèce évoque le ciel étoilé. Nous avons donc choisi comme épithète un magnifique rôle dans Star Wars .                                                        | [ 13 ] |
| † Xenokeryx midalae Sánchez et al, 2015 | Ruminant | "Fait référence au personnage fictif Padmé Amidala de Star Wars, en raison de la ressemblance frappante de l'appendice occipital de Xenokeryx avec l'une des coiffures que le personnage susmentionné affiche dans le long métrage La Menace Fantôme ." | [ 33 ] |

## Nommé d'après les Porgs
| Taxon                                        | Taper     | Remarques | Réf.   |
| -------------------------------------------- | --------- | --- | ------ |
| Crocydocinus porg Lee, Forges & Ng, 2019     | Crabe     | « L'espèce doit son nom à un personnage du film Star Wars, Porg, en raison de son apparence laineuse. »                                                                                                 | [ 34 ] |
| Trigonopterus porg Narakusumo & Riedel, 2019 | Charançon | Nommé d'après Porg, le personnage fictif ressemblant à un pingouin dans les films Star Wars . Cette espèce, vivant sur une île isolée, possède la même combinaison de couleurs : noir, orange et blanc. | [ 35 ] |

## Nommé d'après d'autres personnages et éléments
| Taxon                                                | Type         | Named for                                  | Notes | Ref    |
| ---------------------------------------------------- | ------------ | ------------------------------------------ | --- | ------ |
| "Candidatus Midichloria mitochondrii"                | Bactérie     | Midi-chlorians                             | Les midichloriens sont des symbiotes microscopiques qui résident dans les cellules des êtres vivants et « communiquent avec la Force ». Candidatus Midichloria lives symbiotically in the ovary cells of female ticks. | [ 36 ] |
| Aptostichus sarlacc Bond, 2012                       | Araignée     | Sarlacc                                    | « L'épithète spécifique est un nom en apposition tiré de la créature fictive de la saga de science-fiction de George Lucas, Star Wars : Return of the Jedi ». | [ 37 ] |
| Tetramorium jedi Hita Garcia & Fisher, 2012          | Fourmi       | Jedi                                       | Cette nouvelle espèce porte le nom des nobles et sages gardiens de la paix de l'univers de la « Guerre des étoiles » créé par George Lucas. | [ 38 ] |
| Tetramorium obiwan Hita Garcia & Fisher, 2014        | Fourmi       | Obi-Wan Kenobi                             | « Le nom de la nouvelle espèce est inspiré d'un personnage fictif de l'univers Star Wars de George Lucas : le sage maître Jedi Obi-Wan Kenobi. | [ 39 ] |
| Peckoltia greedoi Armbruster, Werneke & M. Tan, 2015 | Poisson-chat | Greedo                                     | « Nommé d'après Greedo de Rodia, un chasseur de primes tué par Han Solo dans la cantina du spatioport de Chalmun [...] avec lequel cette espèce partage une ressemblance remarquable. | [ 40 ] |
| Ackbaria Campodonico & Zahniser, 2017                | Punaise      | Admiral Ackbar                             | « Ce genre porte le nom de l'amiral Gial Ackbar. » | [ 41 ] |
| Tropostreptus droides Enghoff, 2017                  | Mille-pattes | Battle Droid                               | Le nom est un adjectif qui fait référence à la ressemblance (plutôt lointaine) entre les coxae des gonopodes de la nouvelle espèce et une paire de droïdes de combat de la « Guerre des étoiles ». | [ 42 ] |
| Osedax jabba Rouse et al, 2018                       | Ver          | Jabba the Hutt                             | Le tronc de la nouvelle espèce rappelle la queue de la créature mythique Jabba le Hutt. | [ 43 ] |
| Stormtropis Perafán, Galvis & Pérez-Miles, 2019      | Araignée     | Stormtroopers                              | « Les stormtroopers sont les soldats de la principale force terrestre de l'Empire Galactique. Ces soldats sont très semblables les uns aux autres, avec une certaine capacité de camouflage mais avec des mouvements peu habiles, comme ce groupe d'araignées. » | [ 44 ] |
| †Cambroraster falcatus Moysiuk & Caron, 2019         | Radiodonte   | Millennium Falcon                          | Le nom de l'espèce est également lié à son surnom de terrain « vaisseau spatial », en référence à la ressemblance de l'élément H avec le vaisseau fictif Millenium Falcon de la franchise « Star Wars ». | [ 45 ] |
| Crocydocinus ewok Lee, Forges & Ng, 2019             | Crabe        | Ewoks                                      | « L'espèce porte le nom d'un personnage du film Star Wars, Ewok, en raison de l'aspect duveteux et laineux de la nouvelle espèce ». | [ 34 ] |
| Meoneura artoodetoo Stuke & Barták, 2019             | Mouche       | R2-D2                                      | « Cette espèce est dédiée [...] au robot fictif R2-D2 des films Star Wars de George Lucas. R2-D2 est un petit robot discret qui a sauvé le monde. » | [ 46 ] |
| Adeonellopsis macewindui Liow & Gordon, 2020         | Bryozoaire   | Mace Windu                                 | « Nommé d'après le personnage fictif Mace Windu de la franchise Star Wars, qui maniait un sabre laser à lame violette. Le nom fait référence à la nouvelle espèce d'Adeonellopsis à lames violettes tout en reconnaissant indirectement le mouvement Black Lives Matter par l'intermédiaire de l'acteur afro-américain Samuel L. Jackson qui jouait le rôle de Mace Windu. » | [ 47 ] |
| Epicratinus dookan Gonçalves & Brescovit, 2020       | Araignée     | Dookan, the Brazilian name for Comte Dooku | Le comte Dookan [nom brésilien] est un personnage qui porte une poignée incurvée de son sabre laser, comme la projection dorsale incurvée à la base de la RTA. | [ 18 ] |
| Coptoborus leia Smith & Cognato, 2021                | Coléoptère   | Princess Leia Organa                       | L'espèce est arrondie comme les cheveux en chignon du personnage. | [ 48 ] |
| †Euronecturus grogu Macaluso, Villa & Mörs, 2022     | Salamandre   | Grogu                                      | « Comme le nouveau taxon décrit ici, Grogu est un membre d'une ancienne lignée dont nous ne savons rien ou presque, qui apparaît dans un endroit inattendu à un moment inattendu. » | [ 49 ] |

## Nommé d'après les acteursde Star Wars
| Taxon                                                                     | Type       | Named for                         | Notes | Ref               |
| ------------------------------------------------------------------------- | ---------- | --------------------------------- | --- | ----------------- |
| Tianchisaurus nedegoapeferima † Dong, 1993                                | Dinosaure  | Laura Dern & al.                  | Named for actors involved in the 1993 film Jurassic Park: Neill, Dern, Goldblum, Attenborough, Peck, Ferrero, Richards, and Mazzello. The type specimen was informally referred to as "Jurassosaurus". The species name was proposed by director Steven Spielberg. Dern played Vice-Admiral Holdo in The Last Jedi. | [réf. nécessaire] |
| Venomius tomhardyi Rossi, Castanheira, Baptista & Framenau, 2023          | Araignée   | Tom Hardy                         | The monotypic genus Venomius had been named after the Marvel Comics character Venom, and the species was named "in reference to the English actor Edward Thomas 'Tom' Hardy, who plays the character Eddie Brock and his alter-ego Venom in the super-hero films of the same name." Hardy played the Stormtrooper FN-926 in The Last Jedi in a scene that was deleted. | [ 50 ]            |
| Calponia harrisonfordi Platnick, 1993                                     | Araignée   | Harrison Ford                     | Named after Harrison Ford to thank him for narrating a documentary for the Natural History Museum in London. | [ 51 ]            |
| Pheidole harrisonfordi E. O. Wilson, 2002                                 | Fourmi     | Harrison Ford                     | Named after Harrison Ford in honor of his work in conservation. | [ 52 ]            |
| Tachymenoides harrisonfordi Lehr, Cusi, Fernandez, Vera & Catenazzi, 2023 | Serpent    | Harrison Ford                     | "We dedicate this species to Harrison Ford, actor and conservationist, in recognition of his work for Conservation International and his voice for nature (e.g., 'Nature is speaking – Harrison Ford is The Ocean')." | [ 53 ]            |
| Cantharis mikkelsenorum † Fanti & Damgaard, 2018                          | Coléoptère | Lars Mikkelsen and Mads Mikkelsen | A fossil soldier beetle found in Baltic amber from the Eocene of Kaliningrad Oblast. "This new species is named in honour of the Danish actors Lars Dittmann Mikkelsen and Mads Dittmann Mikkelsen, in recognition of their contribution to the television, theatre and film industries." Lars played Grand Admiral Thrawn in Star Wars Rebels and Ahsoka, while Mads appeared in Rogue One as Galen Erso.                                                                                            | [ 54 ]            |
| Bowie monaghani Jäger, 2013                                               | Araignée   | Dominic Monaghan                  | A wandering spider from Laos, "named in honour of the British actor Dominic Monaghan who filmed together with the author in Laos for the documentary show Wild Things; Dom’s enthusiasm for nature in general, and spiders and other little respected animals in particular, was the driving force behind the production of this documentary." Subsequently transferred to genus Bowie (which is named after musician David Bowie). Monaghan played Beaumont Kin in Star Wars: The Rise of Skywalker. | ,                 |